# Greivin Porras
Greivin Porras, né le 18 juillet 1963, est un ancien arbitre costaricien de football.

## Carrière
Il a officié dans des compétitions majeures : 
- Coupe UNCAF des nations 1997 (1 match)
- Gold Cup 2003 (1 match)